# Kenya International 2006
Die Kenya International 2006 im Badminton fanden vom 19. bis zum 22. Juni 2006 in Nairobi statt.

## Sieger und Finalisten
| Disziplin    | Gold                         | Silber                        |
| ------------ | ---------------------------- | ----------------------------- |
| Herreneinzel | Richard Vaughan              | Edwin Ekiring                 |
| Dameneinzel  | Ogar Siamupangila            | Irene Kerimah                 |
| Herrendoppel | Abraham Wogute Edwin Ekiring | Patel Himesh Patrick Ruto     |
| Mixed        | Abraham Wogute Rita Namusisi | Ogar Siamupangila Naveed Kara |